# Matangimudra
Matangimudra è un mudrā della dottrina induista, nella tradizione yoga e buddhista realizzato con le mani e le dita. È un mudra dedicato alla dea Matangi, uno degli aspetti della dea Devī nella religione induista, patrona del pensiero interiore.

## Simbologia del mudra
Il mudra enfatizza il rapporto con la terra, elemento naturale rappresentato dal dito medio.

## Posizione
Il mudra si realizza con entrambe le mani. Rivolgere i palmi delle mani l'uno verso l'altro con le dita rivolte verso l'alto, unendo le mani all'altezza dello stomaco e del plesso solare. Le dita della mano destra vengono intrecciate con quelle della sinistra, ad eccezione dei medi che restano dritti e si appoggiano reciprocamente sui polpastrelli.